# 鐵金剛勇破間諜網
《鐵金剛勇破間諜網》（英語：From Russia with Love）是一部於1963年上映的英國諜報驚悚電影，由泰倫斯·楊執導，哈利·薩爾茨曼與艾伯特·布洛克里擔任製片人，並由理查·麥鮑姆編劇。該片的劇情根據伊恩·佛萊明所著的1957年小說《俄罗斯之恋》改編，同時也是詹姆士·龐德系列電影中的第二部作品。史恩·康納萊二度飾演MI6的情報員詹姆士·龐德（007）。
片中，龐德奉命去土耳其接走變節的蘇聯情報局成員泰坦娜·羅曼諾娃，而打算為成員諾博士報仇的魔鬼黨則處心積慮的要置龐德於死地。隨著《第七號情報員》（1962年）的票房長紅，聯藝電影決定拍攝續集，且續集的預算翻倍。劇組除了在土耳其取景外，也有至松林製片廠、白金漢郡及蘇格蘭拍片。製片過程超時且超支。
《第七號情報員續集》在評價及票房方面皆有極佳的表現。該片在全球收穫7,900萬美元的票房，遠超其200萬美元的製片預算，並壓過了前作《第七號情報員》。續集《007：金手指》於1964年9月17日在英國上映。

## 劇情
為了報詹姆士·龐德（007）殺害諾博士並摧毀組織在加勒比地區的資產之仇，魔鬼黨開始培訓探員來殺害龐德。其中最有能力的探員是唐納·「瑞德」·葛蘭特，他在訓練課程中利用藏在手錶中的線勒死了模擬龐德的目標。同時，魔鬼黨中負責構思計劃、同時也是西洋棋大師的克里斯汀（5號）提出了一項計劃——取走蘇聯的解碼機，並讓英國與蘇聯互鬥。魔鬼黨的頭頭1號任命前蘇聯情報局成員羅莎·克萊布（3號）擔任該次任務的主管。克萊布選擇葛蘭特來保護龐德，直到他取得解碼機，屆時再除掉龐德搶下解碼機。克萊布招募貌美的蘇聯領事館秘書泰坦娜·羅曼諾娃成為計劃的一份子。
在英國倫敦，M通知龐德，羅曼諾娃已連繫了他們在土耳其的據點「T」，並稱自己已愛上了龐德。她打算叛逃到西方，並用解碼機當做交換條件——但只能由龐德出這次任務。在他離開之前，Q給了他一個公文包，其中附有一把隱藏的鋒利小刀、金幣、催淚瓦斯機關及折疊式的阿瑪萊特AR-7步槍和子彈。
到達伊斯坦堡後，龐德與據點的領導人阿里·克里姆·貝會面，為俄羅斯工作的保加利亞探員尾隨在後。在龐德前去酒店時，葛蘭特殺害了保加利亞探員，試圖讓英國與蘇聯的情報部門互鬥。對此，蘇聯在克里姆的辦公室裝設炸彈，但克里姆當時正在與情婦幽會而未受波及。隨後，克里姆與龐德透過安裝在伊斯坦堡領事館底下的潛望鏡窺探領事館的內部情形。兩人發現，裝設炸彈的兇手是克里倫布。克里姆表示，在如此情況下仍留在城市是不明智之舉，便與龐德一同前往吉普賽人的定居點避難。然而，克里倫布看破了這項計畫，便與手下大舉攻進。混戰中，葛蘭特狙殺了一名試圖偷襲龐德的人。克里倫布見情況不妙便下令撤退。隔天，克里姆與龐德找到了克里倫布的藏身處，用龐德的阿瑪萊特AR-7步槍射殺了他。
當晚，龐德回到酒店，發現羅曼諾娃在他的床上等他。兩人發生了關係，卻不知，兩人做愛的畫面被魔鬼黨給拍攝下來。隔天，羅曼諾娃前往聖索菲亞大教堂，傳遞領事館的平面圖。葛蘭特為了確保龐德能收到平面圖，便殺害了尾隨羅曼諾娃的保加利亞探員。很快的，龐德與克里姆成功的偷走了解碼機，並與羅曼諾娃一同上了東方快車。快車上，克里姆發現有一名蘇聯官員班茲跟蹤他們，便與龐德一同制伏了他。在龐德離開後，葛蘭特殺害了兩人，並布置成兩人互鬥而死的樣子。葛蘭特還阻止了龐德與羅曼諾娃與克里姆手下的會面。
在貝爾格勒的車站，龐德將克里姆的死告訴了克里姆的一個兒子，並要據點「Y」的探員與他在札格瑞布碰面。然而，快車到站時，葛蘭特殺害了據點「Y」的探員納什，並偽裝成他。在羅曼諾娃的晚餐下藥後，葛蘭特打倒龐德，並告訴他，羅曼諾娃並不知情，她認為自己仍在為俄羅斯工作。葛蘭特透露，他打算公開他與羅曼諾娃做愛的膠卷，以及偽造的信件，對外宣稱他們是在謀殺他人後再自殺，汙辱英國情報界。龐德利用公文包的機關反制葛蘭特，接著兩人開始肉搏。龐德在葛蘭特用藏在手錶中的線勒死他前，利用公文包中的刀子捅了葛蘭特一刀。
龐德帶著昏迷的羅曼諾娃離開東方快車，劫持葛蘭特原先要搭的卡車逃逸。得知葛蘭特死亡的消息後，1號將克萊布與克里斯汀叫進辦公室，要他們解釋究竟出了什麼事。1號命令手下殺死克里斯汀，並給克萊布最後一次機會。隔天，龐德與羅曼諾娃所在的卡車被魔鬼黨的直升機攔截。龐德透過阿瑪萊特AR-7步槍摧毀了直升機。接著，龐德與羅曼諾娃搭上快艇，卻遭莫札尼率領的魔鬼黨快艇包圍。龐德將燃料桶推下快艇，並用信號彈引爆燃料桶，一舉殲滅魔鬼黨的快艇。
最終，龐德與羅曼諾娃住進了威尼斯的一家酒店，認為自己已安全無虞了。然而，克萊布扮成女僕，試圖絕地大反擊，搶回解碼機。龐德與克萊布打鬥，龐德險象環生，數次險些被克萊布鞋子上那沾了毒藥的小刀劃中。羅曼諾娃持槍射殺了克萊布。隨著任務的完成，龐德與羅曼諾娃搭上了威尼斯的一艘船，共度浪漫的時刻，龐德隨手將他與羅曼諾娃做愛的膠卷投入水中。

## 角色

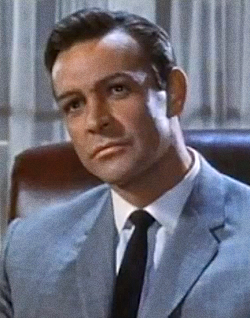
演員史恩·康納萊回歸飾演MI6情報員詹姆士·龐德。照片攝於1964年。

- 史恩·康納萊飾演詹姆士·龐德，代號007的軍情六處（MI6）情報員。

- 丹妮拉·碧安琪飾演泰坦娜·羅曼諾娃（英语：Tatiana Romanova）（配音部分由芭芭拉·傑福德（英语：Barbara Jefford）負責[1]），蘇聯領事館職員，龐德的戀人。該角色的原型為克里斯蒂娜·斯卡貝克[2]。

- 柏杜勞·雅曼德列治（英语：Pedro Armendáriz）飾演阿里·克里姆·貝，MI6位在伊斯坦堡的據點「T」的領導人。

- 羅特·蓮娜飾演羅莎·克萊布（英语：Rosa Klebb），前蘇聯情報局成員，現為魔鬼黨工作，代號「3號」。

- 勞勃·蕭飾演唐納·「瑞德」·葛蘭特，狡猾的魔鬼黨殺手，該片中龐德的主要敵人。

- 柏納德·李飾演M（英语：M (James Bond)），英國情報局的長官。

- 華特·戈泰飾演莫札尼，魔鬼黨成員，在魔鬼黨所屬的島上訓練探員。

- 弗拉達克·歇博（英语：Vladek Sheybal）飾演克里斯汀，魔鬼黨成員，代號「5號」，負責擬訂計畫。他同時也是一位西洋棋大師。

- 安東尼·道森（英语：Anthony Dawson）（外表）與艾瑞克·波曼（英语：Eric Pohlmann）（配音）飾演「1號」（恩斯特·斯塔夫羅·布洛費德（英语：Ernst Stavro Blofeld）），魔鬼黨的領導人（未掛名）。在片中，布洛費德始終沒有露臉，僅有脖子以下的身體短暫的出現在鏡頭上[3]。

- 露易絲·麥斯威爾（英语：Lois Maxwell）飾演錢班霓，M的秘書。

- 戴斯蒙·李維林飾演布斯罗伊德上校，部門Q的負責人，專門為MI6情報員設計裝備。

此外，伊妮斯·蓋森在片中詮釋龐德的半常規女友希爾維亞·崔區，喬治·帕斯達爾飾演東方快車的列車長，佛雷德·哈格提飾演一名為蘇聯工作的保加利亞刺客克里倫布。阿麗莎·古爾與馬丁·貝斯維克分飾維達與佐拉，兩名爭奪同一名男人的女人，為了得到那名男人不惜大打出手。

## 製作
隨著《第七號情報員》（1962年）的票房長紅，聯藝電影決定拍攝第2部詹姆士·龐德電影。聯藝電影提供200萬美元給Eon製片公司當做製片預算，較前作整整多了一倍。此外，主演史恩·康納萊的酬勞也從原來的54,000美元提高至100,000美元:260。製片人哈利·薩爾茨曼與艾伯特·布洛克里
選擇《俄罗斯之恋》當做續集的改編對象；前任美國總統約翰·甘迺迪曾在《生活》雜誌上譽該小說為「他一生中最喜愛的十本書之一」。甘迺迪在1963年11月20日觀賞了《第七號情報員續集》；該片是他在前往達拉斯前所看的最後一部電影。前作的劇組成員大多皆有回歸續集，除了美術設計師肯·亞當以外。亞當加入了《奇愛博士》（1964年）的劇組，而他原先的職位便由《第七號情報員》的藝術設計師賽德·肯恩取代；片名設計師莫里斯·班德被勞勃·布朗約翰取代。因特技協調員鮑勃·西蒙斯聘請不來，彼得·帕金斯便取代了他的位置。儘管如此，西蒙斯演出的片段仍出現在片中。
該片加入了數個將成為詹姆士·龐德系列電影的重要成分的元素：播出片名前的片段、恩斯特·斯塔夫羅·布洛費德（片中僅稱他為「1號」）、龐德的武器配件、直升機橋段（除了《007：金槍人》（1974年）以外，接下來的每部龐德電影皆有出現直升機橋段）、高潮片段之後的尾聲、一首帶有歌詞的主題曲及出現在片尾字幕的「詹姆士·龐德將會回歸」字樣。

### 編劇
伊恩·佛萊明的小說背景設定在冷戰時期，製片人將書中出現的蘇聯施密爾舒改成犯罪組織魔鬼黨，以避免帶有會引發爭議的政治色彩。魔鬼黨的培訓場地受到電影《萬夫莫敵》（1960年）的啟發。該片的編劇原先由連·戴頓擔任，但後來因缺乏進展而被替換掉了:284。《第七號情報員》的編劇約翰娜·哈伍德與理查·麥鮑姆之一麥鮑姆回歸撰寫續集的劇本。一些來源稱，哈伍德亦有參與其中，負責「改編」的工作，其根據是她被麥鮑姆納入劇本中的建議:284。

### 主題曲
由馬特·莫羅（Matt Monro）演唱的同名主題曲「From Russia with Love」，這是約翰貝瑞第一次為007電影譜寫的主題曲。

### 註腳
1. ↑   (音像媒体说明). Terence Young. MGM Home Entertainment. 2006 [1962].
2. ↑  FILMFAX Magazine. 2003-10 – 2004-01.
3. ↑  Smith, Patrick. . The Telegraph. 2014-12-05  [2017-08-25]. （原始内容存档于2021-04-14）.
4. ↑  Balio, Tino. . University of Wisconsin Press. 1987. ISBN 9780299230135.
5. 1 2  . The American Prospect. 2010-09-17  [2010-09-21]. （原始内容存档于2011-11-21）.
6. 1 2 3 4  Martine Beswick, Daniela Bianchi, Dana Broccoli, Syd Cain, Sean Connery, Peter Hunt, John Stears, Norman Wanstall.  (DVD). MGM Home Entertainment Inc. 2000  [2007-08-04]. （原始内容存档于2021-04-14）.
7. ↑  Brosnan, John. . Tantivy Press. 1981. ISBN 9780498025464.
8. ↑  . Whatculture.   [2016-09-22]. （原始内容存档于2016-10-23）.
9. ↑  Young, Terence. . From Russia with Love Ultimate Edition, Disc 1: MGM Home Entertainment.
10. ↑  . Hmssweblog.wordpress.com. 2012-11-04  [2016-09-30]. （原始内容存档于2021-04-14）.
11. 1 2  McGilligan, Patrick. . University of California Press. 1986. ISBN 978-0-520-05689-3.

### 來源
- Peary, Danny. . New York: Simon & Schuster. 1991. ISBN 978-0-671-74924-8.
- Rubin, Steven Jay. . New York: Contemporary Books. 2003. ISBN 978-0-07-141246-9.

## 外部連結
- 互联网电影数据库（IMDb）上《鐵金剛勇破間諜網》的资料（英文）
- 爛番茄上《鐵金剛勇破間諜網》的資料（英文）
- Box Office Mojo上《鐵金剛勇破間諜網》的資料（英文）
- AllMovie上《鐵金剛勇破間諜網》的资料（英文）
- 豆瓣电影上《鐵金剛勇破間諜網》的資料 （简体中文）